# Gal Costa
Gal Costa (geboren als Maria da Graça Costa Penna Burgos) (Salvador, 26 september 1945 – São Paulo, 9 november 2022) was een Braziliaanse zangeres.

## Levensloop
Costa was reeds op jonge leeftijd beïnvloed door muziek, want haar vader was de eigenaar van een platenwinkel. Zij werd een van de belangrijkste zangeressen van de Braziliaanse Tropicália-beweging tijdens de jaren 60 en 70. Samen met haar vriendin Maria Bethânia werd zij een politieke activiste die dikwijls in conflict kwam met het militaire bewind van Brazilië in de tijd dat een afwijkende mening in muziek werd gecensureerd (1968).
De medemuzikant Caetano Veloso, Maria Bethânia's broer, stelde haar voor aan Gilberto Gil en Tom Zé in 1963, die in staat waren om voor haar een platencontract te regelen in São Paulo voor haar debuutalbum Domingo met Caetano Veloso. Dit debuutalbum in 1969 wordt als een echte Tropicália-klassieker beschouwd en bevat liederen door Veloso, Gil, Zé en Jorge Ben. Terwijl dit album een evenwicht tussen de Braziliaanse en Amerikaanse psychedelische invloeden bracht, was haar volgende album in hetzelfde jaar compleet psychedelisch. Het daarop volgende album, Legal, is niet zo psychedelisch als haar voorganger en een livealbum het volgende jaar bracht opnieuw evenwicht tussen het Braziliaanse geluid met invloeden van heavy rock. 
In 1973 werd de foto op het album van Costa India gecensureerd. De reden was de uitsnede van de foto op haar onderlijf en de kleine rode bikinislip die ze droeg. In 2017 heeft zij het album alsnog met het originele ontwerp uitgebracht. Costa heeft liedjes opgenomen die geschreven waren door een aantal van de populairste liedjesschrijvers van Brazilië zoals Tom Jobim, Jorge Ben en Erasmo Carlos. In 1982 werd de single "Festa Do Interior" van het dubbelalbum Fantasia haar grootste hit ooit, resulterend in multi-platina aan het einde van het jaar. Costa verscheen in de 1995 film O Mandarim als de zangeres Carmen Miranda. Zij heeft liederen in Portugees, Spaans en Engels opgenomen.
Costa overleed op 77-jarige leeftijd.

## Discografie
| Titel                                                    | Jaar | Opmerking                           |
| -------------------------------------------------------- | ---- | ----------------------------------- |
| Domingo                                                  | 1967 | met Caetano Veloso                  |
| Gal Costa                                                | 1969 |                                     |
| Gal                                                      | 1969 |                                     |
| Legal                                                    | 1970 |                                     |
| Fa-Tal - Gal a Todo Vapor                                | 1971 | live                                |
| Índia                                                    | 1973 |                                     |
| Cantar                                                   | 1974 |                                     |
| Gal Canta Caymmi                                         | 1976 |                                     |
| Caras & Bocas                                            | 1977 |                                     |
| Água Viva                                                | 1978 |                                     |
| Gal Tropical                                             | 1979 |                                     |
| Aquarela do Brasil                                       | 1980 |                                     |
| Fantasia                                                 | 1981 |                                     |
| Minha Voz                                                | 1982 |                                     |
| Baby Gal                                                 | 1983 |                                     |
| Trilha Sonora do Filme 'Gabriela'                        | 1983 |                                     |
| Profana                                                  | 1984 |                                     |
| Bem Bom                                                  | 1985 |                                     |
| Lua de Mel Como o Diabo Gosta                            | 1987 |                                     |
| Personalidade                                            | 1987 |                                     |
| Plural                                                   | 1990 |                                     |
| Gal                                                      | 1992 |                                     |
| O Sorriso do Gato de Alice                               | 1994 |                                     |
| Mina d'Agua do Meu Canto                                 | 1995 |                                     |
| Acústico MTV: Gal Costa                                  | 1997 | live                                |
| Pegando Fogo                                             | 1998 | compilatie                          |
| Aquele Frevo Axé                                         | 1998 |                                     |
| Gal Costa Canta Tom Jobim Ao Vivo                        | 1999 | live                                |
| Gal de Tantos Amores                                     | 2001 |                                     |
| Bossa Tropical                                           | 2002 |                                     |
| Gal Revisitada: de 'Domingo' (1967) a 'Minha Voz' (1982) | 2003 | compilatie                          |
| Todas as Coisas e Eu                                     | 2004 |                                     |
| Gal Canta Caetano                                        | 2004 | compilatie                          |
| Hoje                                                     | 2005 |                                     |
| Ao Vivo                                                  | 2006 | live                                |
| Live at the Blue Note                                    | 2006 | live                                |
| Recanto                                                  | 2011 |                                     |
| Recanto Ao Vivo                                          | 2013 | live                                |
| Live in London '71                                       | 2014 | live met Gilberto Gil               |
| Estratosférica                                           | 2015 |                                     |
| Estratosférica Ao Vivo                                   | 2017 | live                                |
| A Pele do Futuro                                         | 2018 |                                     |
| Trinca de Ases                                           | 2018 | live met Gilberto Gil en Nando Reis |
| A Pele do Futuro ao Vivo                                 | 2019 | live                                |
| Nenhuma Dor                                              | 2021 |                                     |

## Films
- O Mandarim (1995), als Carmen Miranda